# 第25回インディペンデント・スピリット賞
第25回インディペンデント・スピリット賞は、2009年の映画に贈る賞である。ノミネートは2009年12月に発表された。受賞は3月5日に発表された。

## 一覧
太字は受賞。

### 作品賞
- 『(500)日のサマー』
- 『Amreeka』
- 『プレシャス』
- 『終着駅 トルストイ最後の旅』
- 『闇の列車、光の旅』

### 第1回作品賞
- 『シングルマン』
- 『クレイジー・ハート』
- 『Easier with Practice』
- 『パラノーマル・アクティビティ』
- 『メッセンジャー』

### ジョン・カサヴェテス賞
- 『Big Fan』
- 『Humpday』
- 『The New Year Parade』
- 『木のない山 子供たちの待つ場所』
- 『Zero Bridge』

### 監督賞
- ジョエル&イーサン・コーエン - 『シリアスマン』
- リー・ダニエルズ - 『プレシャス』
- ケイリー・ジョージ・フクナガ - 『闇の列車、光の旅』
- ジェームズ・グレイ - 『トゥー・ラバーズ』
- マイケル・ホフマン - 『終着駅 トルストイ最後の旅』

### 主演男優賞
- ジェフ・ブリッジス - 『クレイジー・ハート』
- コリン・ファース - 『シングルマン』
- ジョセフ・ゴードン＝レヴィット - 『(500)日のサマー』
- スレイマン・スイ・サヴァネ - 『グッバイ ソロ』
- アダム・スコット - 『ビンテージ・ラブ 弟が連れてきた彼女』

### 主演女優賞
- マリア・ベロ - 『Downloading Nancy』
- Nisreen Faour - 『Amreeka』
- ヘレン・ミレン - 『終着駅 トルストイ最後の旅』
- グウィネス・パルトロー - 『トゥー・ラバーズ』
- ガボレイ・シディベ - 『プレシャス』

### 助演男優賞
- ジェマイン・クレメント - 『Mr.ゴールデン・ボール/ 史上最低の盗作ウォーズ』
- ウディ・ハレルソン - 『メッセンジャー』
- クリスチャン・マッケイ - 『僕と彼女とオーソン・ウェルズ』
- レイモンド・マッキノン - 『That Evening Sun』
- クリストファー・プラマー - 『終着駅 トルストイ最後の旅』

### 助演女優賞
- ディナ・コルズン - 『Cold Souls』
- モニーク - 『プレシャス』
- サマンサ・モートン - 『メッセンジャー』
- ナタリー・プレス - 『Fifty Dead Men Walking』
- ミア・ワシコウスカ - 『That Evening Sun』

### 脚本賞
- 『(500)日のサマー』 - スコット・ノイスタッター、マイケル・H・ウェバー
- 『アドベンチャーランドへようこそ』 - グレッグ・モットーラ
- 『終着駅 トルストイ最後の旅』 - マイケル・ホフマン
- 『メッセンジャー』 - アレッサンドロ・ケイモン、オーレン・ムーヴァーマン
- 『ビンテージ・ラブ 弟が連れてきた彼女』 - リー・トーランド・クリーガー

### 第1回脚本賞
- 『Cold Souls』 - ソフィ・バーセス
- 『クレイジー・ハート』 - スコット・クーパー
- 『Amreeka』 - シェリエン・ダビス
- 『プレシャス』 - ジェフリー・フレッチャー
- 『シングルマン』 - トム・フォード、デヴィッド・スケアス

### 撮影賞
- 『バッド・ルーテナント』 - ペーター・ツァイトリンガー
- 『Cold Souls』 - アンドリー・パレーク
- 『シリアスマン』 - ロジャー・ディーキンス
- 『木のない山 子供たちの待つ場所』 - アニー・ミサワ
- 『闇の列車、光の旅』 - ケイリー・ジョージ・フクナガ

### ドキュメンタリー賞
- 『アンヴィル! 夢を諦めきれない男たち』
- 『フード・インク』
- 『モア・ザン・ア・ゲーム』
- 『October Country』
- 『僕の居場所はどこ? 〜アメリカめざす中米の少年たち〜』

### 外国映画賞
- 『預言者』 – ジャック・オーディアール ( フランス)
- 『17歳の肖像』 – ロネ・シェルフィグ ( フランス/ イギリス)
- 『Everlasting Moments』 – ヤン・トロエル ( スウェーデン)
- 『母なる証明』 – ポン・ジュノ ( 韓国)
- 『The Maid』 – セバスチャン・シルバ ( チリ)

### ロバート・アルトマン賞
- 『シリアスマン』